# Sven-Olof Eliasson
Sven-Olof Eliasson, född 4 april 1933 i Boliden i Skellefteå landsförsamling, död 18 november 2015, var en svensk operasångare (tenor).
Eliasson studerade sång för bland andra Einar Beyron och på Musikhögskolan 1958–1962. Han sjöng i Oscarsteaterns kör 1954–1958. Eliasson var anställd på Den Norske Opera i Oslo 1961–1965 och Kungliga Teatern i Stockholm i omgångar 1965–1989. Han blev sedan operachef först på Stora Teatern i Göteborg 1988–1990 och därefter på Den Norske Opera 1990–1996.
Efter debuten som Alfred i Läderlappen i Oslo 1961 fortsatte karriären i Stockholm, där han debuterade som Rodolphe i Bohème 1963 och var fast anställd på Kungliga Teatern 1965–1970 och 1976–1989. Han utvecklades mot mer dramatiska roller som Titus, Lohengrin, Siegmund, Walther von Stolzing i Mästersångarna i Nürnberg och Verdi- och Pucciniroller. Han gjorde även moderna roller som Tom Rakewell i Rucklarens väg, Peter Grimes, Aschenbach i Benjamin Brittens Döden i Venedig och Alwa i Alban Bergs Lulu.
Han gästspelade i Glyndebourne, Zürich, Genève, Düsseldorf, Hamburg, Stuttgart, Frankfurt, München, Berlin, Dresden, Warszawa, Wien, Amsterdam, Paris, Rouen, Nice, Köpenhamn, Århus, Oslo, Rom, Milano, Barcelona, Montreal, Israel och på Drottningholmsteatern.

## Teater

### Roller
| År   | Roll        | Produktion                                                   | Regi             | Teater        |
| ---- | ----------- | ------------------------------------------------------------ | ---------------- | ------------- |
| 1958 | En löjtnant | Madame Pompadour Rudolf Schanzer, Ernst Welisch och Leo Fall | Ivo Cramér       | Oscarsteatern |
| 1959 | Bartendern  | My Fair Lady Frederick Loewe och Alan Jay Lerner             | Sven Aage Larsen | Oscarsteatern |

## Priser och utmärkelser
- 1989 – Litteris et Artibus